# Dinamo d'ampolla

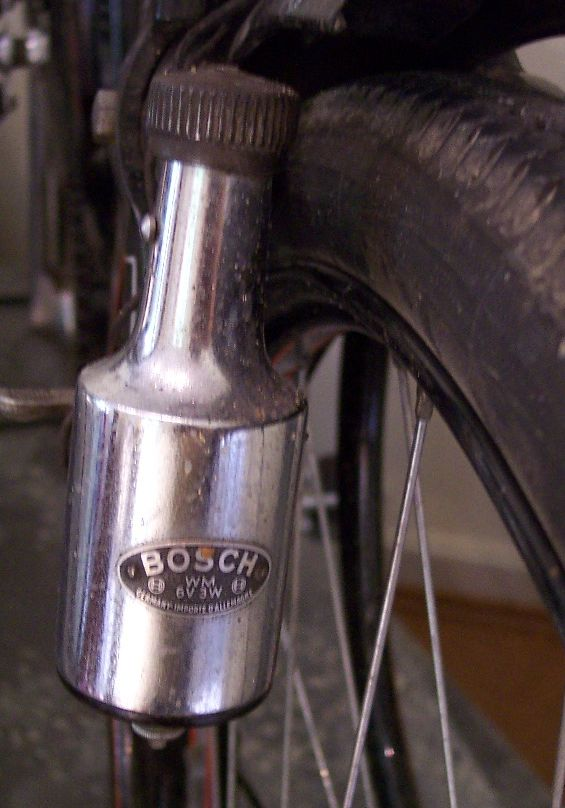
Dinamo d'ampolla que va muntada en una bicicleta.

Una dinamo d'ampolla és un generador elèctric petit usat habitualment en bicicletes i s'empra per donar electricitat a les làmpades. La dinamo d'ampolla de la figura no és realment una dinamo, perquè les dinamos generen corrent continu, habitualment d'elevada potència; es tracta de una magneto de baixa potència que genera corrent altern. Els models més nous poden incloure un rectificador per donar corrent continu per carregar piles per dispositius electrònics incloent-hi telèfons, auriculars, GPS, etc.
Aquesta denominació és deguda a la seva semblança a ampolles. Aquests generadors operen utilitzant un petit corró col·locat en el lateral d'un pneumàtic de bicicleta. Quan la bicicleta és en moviment i el corró de la dinamo s'apoia sobre el pneumàtic l'electricitat es genera quan el pneumàtic fa rodar el corró.
També hi ha altres sistemes per generar corrent amb dinamos situades en el cub de la roda de pinyons de les bicicletes.

## Avantatges sobre les dinamos de cub
- No hi ha resistència extra en desacoblament: Quan és engranat, una dinamo requereix al ciclista més esforç per mantenir una velocitat donada que no seria necessari quan no hi hagués dinamo no és present o la dinamo fos desacoblada. Les dinamos d'ampolla poden ser completament desacoblades quan no estan en ús, mentre que una dinamo de cub sempre hi haurà arrossegament afegit (encara que pugui ser tan baix o ser irrellevant pel ciclista, i també és significativament reduït quan les llums no estan sent alimentades pel cub).

- Preu: Una dinamo d'ampolla és generalment més barata que una de cub.

## Desavantatges sobre dinamos de cub
- Lliscament: En condicions humides, el corró d'una dinamo d'ampolla pot relliscar contra la superfície d'un pneumàtic, interrompent o reduint la quantitat d'electricitat generada. Això pot causar que les llums desapareguin completament o intermitentment. Les dinamos de cub no necessiten tracció en ser fixades als elements mecànics de la bicicleta.

- Resistència augmentada: Les dinamos d'ampolla típicament fan més resistència al treballar que les dinamos de cub. Tanmateix, quan són correctament ajustades, la resistència a l'arrossegament pot ser molt baixa, i no hi ha cap resistència quan la dinamo d'ampolla és desacoblada.

- Desgast de pneumàtic: Al fregar contra el lateral d'un pneumàtic per generar electricitat, el corró desgasta el costat del pneumàtic.

- Soroll: Les d'ampolla fan un so mecànic audible quan són acoblades; les de cub no en fan de soroll.

- Canviant de: Les dinamos d'ampolla han de ser físicament posicionades per l'acoblament, perquè s'encenguin els llums. Les dinamos de cub s'activen electrònicament. També les de cub poden ser activades automàticament per si s'utilitza un dispositiu electrònic de detecció de llum ambiental.

- Posicionament: Les dinamos d'ampolla han de ser ajustades correctament per tocar el lateral del pneumàtic a l'angle correcte, alçada i pressió. Les dinamos d'ampolla poden malmeses o desajustades en les caigudes de bicicleta, o si els cargols de la montura no són prou fermats. Si es col·loca malament la dinamo farà més soroll, patinarà més fàcilment, i en el pitjor dels casos pot caure entre els radis.